# اسویو(نروژ)
اسویو (به نروژی و انگلیسی: Sveio) یک محدودهٔ شهرداری،  در حوزهٔ انتخباتی هوردالاند (استان سابق) در انتهای جنوب غربی استان فعلی، وستلند است.  محدودهٔ شهرداری  اسویو، روی یک شبه جزیره که بین چند آبدره تشکیل گشته، واقع شده است. اسویو،  بخش هایی از شمال غربی شهرستان هاگالاند را شامل شده و به این ترتیب با استان روگالاند در جنوب و جنوب شرقی هم مرز می شود.
اسویو، در سال ۱۸۶۵ بعد از جدا شدن از محدودهٔ شهرداری سابق «فینوس» و پیوستن چند روستا و مزرعه به آن، تأسیس شد و رتبهٔ شهرداری را احراز کرد. مرزهای فعلی محدودهٔ شهرداری اسویو، از سال ۱۹۶۴ باقی مانده است. محدودهٔ شهرداری اسویو، ۲۲۴ کیلومتر مربع مساحت و ۵۷۲۱ نفر جمعیت دارد. بلندترین نقطه اسویو ۴۳۲ متر از سطح دریا ارتفاع دارد. گویش غالب اهالی، در محدودهٔ شهرداری اسویو، نروژی نو است.